# قائمة رؤساء وزراء نيوزيلندا
رئيس وزراء نيوزيلندا هو الحاكم الفعلي للبلد التي تتمتع بنظام برلماني ويمتلك رئس الوزراء فيها سلطات ومسؤوليات متعددة. وتتضمن القائمة أدناه أسماء من تولى هذا المنصب عندما كان يسمى وزير المستعمرة ومن تولى المنصب باسم الوزير الأول ابتداء من سنة 1869 ثم من حمل المسمى الحالي وهو رئيس الوزراء ابتداء من عام 1907 وهو العام الذي حصلت فيه نيوزيلندا على وضع دومينيون ضمن الإمبراطورية البريطانية. بداية من سيويل تولى حتى الآن أربعون فردًا رئاسة الوزراء.

## القائمة
| تسلسل                       | اسم (ولادة–وفاة) الدائرة الإنتخابية                                                           | صورة                        | فترة التولي                 | فترة التولي                          | المدة                       | الانتخابات (البرلمان)                                   | حزب                         | حكومة |
| وزراء المستعمرة (1856–1869) | وزراء المستعمرة (1856–1869)                                                                   | وزراء المستعمرة (1856–1869) | وزراء المستعمرة (1856–1869) | وزراء المستعمرة (1856–1869)          | وزراء المستعمرة (1856–1869) | وزراء المستعمرة (1856–1869)                             | وزراء المستعمرة (1856–1869) | وزراء المستعمرة (1856–1869) |
| --------------------------- | --------------------------------------------------------------------------------------------- | --------------------------- | --------------------------- | ------------------------------------ | --------------------------- | ------------------------------------------------------- | --------------------------- | --- |
| 1                           | هنري سيويل (1807–1879) نائب برلماني عن كريس جيرج                                              |                             | 7 مايو /أيار 1856           | 20 مايو /أيار 1856                   | 14 يوم                      | 1855 (الثاني)                                           | مستقل                       | سيويل |
| 2                           | ويليام فوكس (1812–1893) نائب برلماني عن وانجانوي                                              |                             | 20 مايو /أيار 1856          | 2 حزيران/يونيو 1856                  | 14 يوم                      | — (الثاني)                                              | مستقل                       | فوكس الأولى |
| 3                           | إدوارد ستافورد (1819–1901) نائب برلماني عن نيلسون                                             |                             | 2 حزيران/يونيو 1856         | 12 تموز/يوليو 1861                   | 5 سنوات، 41 يوم             | — (الثاني)                                              | مستقل                       | ستافورد الأولى |
| (2)                         | ويليام فوكس (1812–1893) نائب عن دائرة رانجي كيتي                                              |                             | 12 تموز/يوليو 1861 1861     | 6 آب/أغسطس 1862                      | سنة واحدة، و26 يوم          | 1860–1861 (الثالث)                                      | مستقل                       | فوكس الثانية |
| 4                           | ألفريد دوميت (1811–1887) نائب عن دائرة نيلسون                                                 |                             | 6 آب/أغسطس 1862             | 30 تشرين الأول/أكتوبر 1863           | سنة واحدة، و86 يوم          | — (الثالث)                                              | مستقل                       | دوميت |
| 5                           | فريدريك ويتاكر (1812–1891) مستشار في المجلس التشريعي النيوزيلندي                              |                             | 30 تشرين الأول/أكتوبر 1863  | 24 تشرين الثاني/نوفمبر 1864          | سنة واحدة، و26 يوم          | — (الثالث)                                              | مستقل                       | ويتاكر–فوكس |
| 6                           | فريدريك ولد (1823–1891) نائب عن دائرة الشفيوت                                                 |                             | 24 تشرين الثاني/نوفمبر 1864 | 16 تشرين الأول/أكتوبر 1865           | 327 يوم                     | — (الثالث)                                              | مستقل                       | ولد |
| (3)                         | إدوارد ستافورد (1819–1901) نائب عن دائرة نيلسون حتى 1868 : نائب عن دائرة تيمارو من 1868       |                             | 16 تشرين الأول 1865         | 28 حزيران/يونيو 1869                 | 3 سنوات، و256 يوم           | — (الثالث) 1866 (الرابع)                                | مستقل                       | ستافورد الثانية |
| الوزير الأول (1869–1907)    |                                                                                               |                             |                             |                                      |                             |                                                         |                             | |
| (2)                         | ويليام فوكس (1812–1893) نائب عن دائرة رانجي كيتي                                              |                             | 28 حزيران/يونيو 1869        | 10 أيلول/سبتمبر 1872                 | 3 سنوات، و75 يوم            | — (الرابع) 1877 (الخامس)                                | مستقل                       | فوكس الثالثة |
| (3)                         | إدوارد ستافورد (1819–1901) نائب عن دائرة تيمارو                                               |                             | 10 أيلول/سبتمبر 1872        | 11 تشرين الأول/أكتوبر 1872           | 32 يوم                      | — (الخامس)                                              | مستقل                       | ستافورد الثالثة |
| 7                           | جورج وترهاوس (1824–1906) المجلس التشريعي النيوزيلندي                                          |                             | 11 تشرين الأول/أكتوبر 1872  | 3 آذار/مارس 1873                     | 144 يوم                     | — (الخامس)                                              | مستقل                       | وتر هاوس |
| (2)                         | ويليام فوكس (1812–1893) نائب عن دائرة نائب عن دائرة رانجي كيتي                                |                             | 3 آذار/مارس 1873            | 8 نيسان/أبريل 1873                   | 37 يوم                      | — (الخامس)                                              | مستقل                       | فوكس الرابعة |
| 8                           | يوهان فوغل (1835–1899) نائب عن دائرة شرق أوكلاند                                              |                             | 8 نيسان/أبريل 1873          | 6 تموز/يوليو 1875                    | سنتان، و90 يوم              | — (الخامس)                                              | مستقل                       | فوغل الأولى |
| 9                           | دانيل بولين (1813–1896) المجلس التشريعي النيوزيلندي                                           |                             | 6 تموز/يوليو 1875           | 15 شباط/فبراير 1876                  | 225 يوم                     | — (الخامس)                                              | مستقل                       | بولين |
| (8)                         | يوهان فوغل (1835–1899) نائب عن دائرة وانجانوي                                                 |                             | 15 شباط/فبراير 1876         | 1 أيلول/سبتمبر 1876                  | 200 يوم                     | 1875-1876 (السادس)                                      | مستقل                       | فوغل الثانية |
| 10                          | هاري أتكينسون (1831–1892) نائب عن دائرة أيغمونت                                               |                             | 1 أيلول/سبتمبر 1876         | 13 تشرين الأول/أكتوبر 1877           | سنة واحدة، و43 يوم          | — (السادس)                                              | مستقل                       | أتكينسون الأولى |
| 11                          | جورج غراي (1812–1898) نائب عن دائرة تايمز                                                     |                             | 13 تشرين الأول/أكتوبر 1877  | 8 تشرين الأول/أكتوبر 1879            | سنة واحدة، و361 يوم         | — (السادس)                                              | مستقل                       | غراي |
| 12                          | جون هول (1824–1907) نائب عن دائرة سلوين                                                       |                             | 8 تشرين الأول 1879          | 21 نيسان/أبريل 1882                  | سنتان، و196 يوم             | 1879(السابع) 1881 (الثامن)                              | مستقل                       | هول الأولى |
| (5)                         | فريدريك ويتاكر (1812–1891) المجلس التشريعي النيوزيلندي                                        |                             | 21 نيسان/أبريل 1882         | 25 أيلول/سبتمبر 1883                 | سنة واحدة، و158 يوم         | — (الثامن)                                              | مستقل                       | وزارة ويتاكر |
| (10)                        | هاري أتكينسون (1831–1892) نائب عن دائرة ايغمونت                                               |                             | 25 أيلول/سبتمبر 1883        | 16 آب/أغسطس 1884                     | 327 يوم                     | — (الثامن)                                              | مستقل                       | وزارة أتكينسون الثالثة |
| 13                          | روبرت ستاوت (1844–1930) نائب عن دائرة دانين الشرقية                                           |                             | 16 آب/أغسطس 1884            | 28 آب/أغسطس 1884                     | 13 يوما                     | 1884 (التاسع)                                           | مستقل                       | ستاوت -فوغل الأولى |
| (10)                        | هاري أتكينسون (1831–1892) نائب عن دائرة إيغمونت                                               |                             | 28 آب/أغسطس 1884            | 3 أيلول/سبتمبر 1884                  | 7 أيام                      | — (التاسع)                                              | مستقل                       | وزارة أتكينسون الرابعة |
| (13)                        | روبرت ستاوت (1844–1930) نائب عن دانين الشرقية                                                 |                             | 3 أيلول/سبتمبر 1884         | 8 تشرين الأول/أكتوبر 1887            | 3 سنوات، و36 يوم            | — (التاسع)                                              | مستقل                       | وزارة ستاوت-فوغل الثانية |
| (10)                        | هاري أتكينسون (1831–1892) نائب عن دائرة إيغمونت                                               |                             | تشرين الأول/أكتوبر 1887     | 24 كانون الثاني/يناير 1891           | 3 سنوات، و109 يوم           | 1887 (العاشر)                                           | مستقل                       | حكومة أتكينسون الخامسة |
| 14                          | جون بلانس (1839–1893) نائب عن دائرة وانجانوي                                                  |                             | 24 كانون الثاني/يناير 1891  | 27 نيسان/أبريل 1893†                 | سنتان، و94 يوم              | 1890 (11)                                               | الحزب الليبيرالي            | حكومة نيوزيلندا الليبرالية دعم وتأييد ورابطة العمل السياسي المستقل 1908–1910، العمال 1910–1912، مستقل 1911–1912 |
| 15                          | ريتشارد سيدون (1845–1906) نائب عن دائرة ويست لاند                                             |                             | 1 مايو/أيار 1893            | 10 حزيران/يونيو 1906 (توفي سنة 1906) | 13 سنوات، و41 يوم           | — (11) 1893 (12) 1896(13) 1899 (14) 1902 (15) 1905 (16) | الحزب الليبيرالي            | حكومة نيوزيلندا الليبرالية دعم وتأييد ورابطة العمل السياسي المستقل 1908–1910، العمال 1910–1912، مستقل 1911–1912 |
| 16                          | ويليام هول-جونز (1851–1936) نائب عن دائرة تيمارو                                              |                             | 21 حزيران/يونيو 1906        | 6 آب/أغسطس 1906                      | 47 يوم                      | — (16)                                                  | الحزب الليبيرالي            | حكومة نيوزيلندا الليبرالية دعم وتأييد ورابطة العمل السياسي المستقل 1908–1910، العمال 1910–1912، مستقل 1911–1912 |
| رئيس الوزراء من (1907-الآن) |                                                                                               |                             |                             |                                      |                             |                                                         |                             | حكومة نيوزيلندا الليبرالية دعم وتأييد ورابطة العمل السياسي المستقل 1908–1910، العمال 1910–1912، مستقل 1911–1912 |
| 17                          | جوزيف وارد (1856–1930) نائب عن دائرة أوروا                                                    |                             | 6 آب/أغسطس 1906             | 12 آذار/مارس 1912                    | 5 سنوات، و220 يوم           | — (16) 1908 (17) 1911 (18)                              | الحزب الليبيرالي            | حكومة نيوزيلندا الليبرالية دعم وتأييد ورابطة العمل السياسي المستقل 1908–1910، العمال 1910–1912، مستقل 1911–1912 |
| 18                          | توماس ماكنزي (1854–1930) نائب عن دائرة إيغمونت                                                |                             | 28 ذار/مارس 1912            | 10 تموز/يوليو 1912                   | 105 يوم                     | — (18)                                                  | الحزب الليبيرالي            | حكومة نيوزيلندا الليبرالية دعم وتأييد ورابطة العمل السياسي المستقل 1908–1910، العمال 1910–1912، مستقل 1911–1912 |
| 19                          | وليام ماسي (1856–1925) نائب عن دائرة فرانكلين                                                 |                             | 10 تموز/يوليو 1912          | 10أيار/مايو 1925 (توفي 1925)         | 12 سنة، و305 يوم            | — (18) 1914 (19) 1919 (20) 1922 (21)                    | حزب الإصلاح                 | حكومة نيوزيلندا الإصلاحية مع الحزب الليبرالي 1915-1919؛ مع المستقلين ودعم وتأييد |
| 20                          | فرنسيس بيل (1851–1936) المجلس التشريعي النيوزيلندي                                            |                             | 14 أيار/مايو 1925           | 30 أيار/مايو 1925                    | 17 يوم                      | — (21)                                                  | حزب الإصلاح                 | حكومة نيوزيلندا الإصلاحية مع الحزب الليبرالي 1915-1919؛ مع المستقلين ودعم وتأييد |
| 21                          | غوردون كوتس (1878–1943) نائب عن دائرة كاياكا                                                  |                             | 30 أيار/مايو 1925           | 10 كانون الأول/ديسمبر 1928           | 3 سنوات، و195 يوم           | — (21) 1925 (22)                                        | حزب الإصلاح                 | حكومة نيوزيلندا الإصلاحية مع الحزب الليبرالي 1915-1919؛ مع المستقلين ودعم وتأييد |
| (17)                        | جوزيف وارد (1856–1930) نائب عن دائرة إنفيركاكا                                                |                             | 10 كانون الأول/ديسمبر 1928  | 28 أيار/مايو 1930                    | سنة واحدة، و170 يوم         | 1928 (23)                                               | الحزب المتحد                | حكومة نيوزيلندا المتحدة مع حزب العمال؛ مع المستقلين ودعم وتأييد |
| 22                          | جورج فوربس (1869–1947) نائب عن دائرة هورينيوي                                                 |                             | 28 أيار/مايو 1930           | 6 كانون الأول/ديسمبر1935             | 5 سنوات، و193 يوم           | — (23)                                                  | الحزب المتحد                | حكومة نيوزيلندا المتحدة مع حزب العمال؛ مع المستقلين ودعم وتأييد |
| 22                          | جورج فوربس (1869–1947) نائب عن دائرة هورينيوي                                                 | 1931 (24)                   | 28 أيار/مايو 1930           | 6 كانون الأول/ديسمبر1935             | 5 سنوات، و193 يوم           | تحالف الإصلاح المتحد                                    | الحزب المتحد                | |
| 23                          | مايكل جوزيف سافاج (1872–1940) نائب عن غرب أوكلاند                                             |                             | 6 كانون الأول/ديسمبر1935    | 27 آذار/مارس 1940(توفي)              | 4 سنوات، و113 يوم           | 1935 (25) 1938 (26)                                     | حزب العمل                   | حكومة العمل النيوزيلندي الأولى دعم وتأييد مع راتانا 1935–1936، المستقلين 1935–1946 |
| 24                          | بيتر فرازير (1884–1950) نائب عن دائرة ويلنغتون الوسطى حتى 1946 نائب عن دائرة بروكلين منذ 1946 |                             | 1 نيسان/مارس 1940           | 13 كانون الأول/ديسمبر 1949           | 9 سنوات، و257 يوم           | — (26) 1943 (27) 1946 (28)                              | حزب العمل                   | حكومة العمل النيوزيلندي الأولى دعم وتأييد مع راتانا 1935–1936، المستقلين 1935–1946 |
| 25                          | سيدني هولاند (1893–1961) نائب عن دائرة فندالتون                                               |                             | 13 كانون الأول/ديسمبر 1949  | 20 أيلول/سبتمبر 1957                 | 7 سنوات، و282 يوم           | 1949 (29) 1951 (30) 1954 (31)                           | الحزب الوطني                | حكومة الحزب الوطني النيوزيلندي الأولى |
| 26                          | كيث هوليوك (1904–1983) نائب عن دائرة باهياتوها                                                |                             | 20 كانون الأول/ديسمبر 1957  | 12 كانون الأول/ديسمبر 1957           | 84 يوم                      | — (31)                                                  | الحزب الوطني                | حكومة الحزب الوطني النيوزيلندي الأولى |
| 27                          | والتر ناش (1882–1968) نائب عن دائرة هوت                                                       |                             | 12 كانون الأول/ديسمبر 1957  | 12 كانون الأول/ديسمبر 1960           | 3 سنوات، ويوم واحد          | 1957 (32)                                               | الحزب الليبيرالي            | حكومة الحزب الليبرالي النيوزيلندي الثانية |
| (26)                        | كيث هوليوك (1904–1983) نائبة برلماني عن دائرة باي هياتو                                       |                             | 12 كانون الأول/ديسمبر 1960  | 7 شباط/فبراير 1972                   | 11 سنة، و58 يوم             | 1960 (33) 1963 (34) 1966 (35) 1969 (36)                 | الحزب الوطني                | حكومة الحزب الوطني النيوزيلندي الثانية |
| 28                          | جاك مارشال (1912–1988) نائب عن دائرة كاروكا                                                   |                             | 7 شباط/فبراير 1972          | 8 كانون الأول/ديسمبر 1972            | 306 يوم                     | — (36)                                                  | الحزب الوطني                | حكومة الحزب الوطني النيوزيلندي الثانية |
| 29                          | نورمان كيرك (1923–1974) نائب عن دائرة سيدنهام                                                 |                             | 8 كانون الأول/ديسمبر 1972   | 31 آب/أغسطس 1974(توفي)               | سنة واحدة، و267 يوم         | 1972 (37)                                               | حزب العمل                   | حكومة حزب العمل النيوزيلندي الثالثة |
| —                           | هيو وات (بالنيابة) (1912–1980) نائب عن دائرة وان هانجا                                        |                             | 31 آب/أغسطس 1974            | 6 أيلول/سبتمبر 1974                  | 7 أيام                      | — (37)                                                  | حزب العمل                   | حكومة حزب العمل النيوزيلندي الثالثة |
| 30                          | بيل رولينغ (1927–1995) نائب عن تسمانيا                                                        |                             | 6 أيلول/سبتمبر 1974         | 12 كانون الأول/ديسمبر 1975           | سنة واحدة، و98 يوم          | — (37)                                                  | حزب العمل                   | حكومة حزب العمل النيوزيلندي الثالثة |
| 31                          | روبرت مالدون (1921–1992) نائب عن دائرة تاماكي                                                 |                             | 12 كانون الأول/ديسمبر 1975  | 26 تموز/يوليو 1984                   | 8 سنوات، و228 يوم           | 1975 (38) 1978 (39) 1981 (40)                           | الحزب الوطني                | حكومة الحزب الوطني النيوزيلندي الثالثة |
| 32                          | ديفيد لانج (1942–2005) نائب عن دائرة مانجر                                                    |                             | 26 تموز/يوليو 1984          | 8 آب/أغسطس 1989                      | 5 سنوات، و14 يوما           | 1984 (41) 1987 (42)                                     | حزب العمل                   | حكومة حزب العمل النيوزيلندي الرابعة |
| 33                          | جيوفري بالمر (1942– ) نائب عن دائرة كريس جيرج المركزية                                        |                             | 8 آب/أغسطس 1989             | 4 أيلول/سبتمبر 1990                  | سنة واحدة، و28 يوم          | — (42)                                                  | حزب العمل                   | حكومة حزب العمل النيوزيلندي الرابعة |
| 34                          | مايك مور (1949– ) نائب عن دائرة شمال كريس جيرج                                                |                             | 4 أيلول/سبتمبر 1990         | 2 تشرين الثاني/نوفمبر 1990           | 60 يوم                      | — (42)                                                  | حزب العمل                   | حكومة حزب العمل النيوزيلندي الرابعة |
| 35                          | جيم بولغر (1935– ) نائب عن دائرة كنك كونتري                                                   |                             | 2 تشرين الثاني/نوفمبر 1990  | 8 كانون الأول/ديسمبر 1997            | 7 سنوات، و37 يوم            | 1990 (43) 1993 (44) 1996 (45)                           | الحزب الوطني                | حكومة الحزب الوطني النيوزيلندي الرابعة مع حزب المحافظين 1994–1995، نيوزيلندا المتحدة 1995–1996، نيوزيلندا أولا 1996–1998، ماوري باسيفيك، مانا واهين، المستقلون 1998–1999، دعم وتأييد مع نيوزيلندا المستقبلية 1994–1995، الحزب الديمقراطي المسيحي 1995–1996، نيوزيلندا المتحدة 1995–1995، 1998–1999، اكت، المستقلون 1998–1999 |
| 36                          | جيني شيبلي (1952– ) نائبة عن دائرة راكايا                                                     |                             | 8 كانون الأول/ديسمبر1997    | 5 كانون الأول/ديسمبر1999             | سنتان، و3 أيام              | — (45)                                                  | الحزب الوطني                | حكومة الحزب الوطني النيوزيلندي الرابعة مع حزب المحافظين 1994–1995، نيوزيلندا المتحدة 1995–1996، نيوزيلندا أولا 1996–1998، ماوري باسيفيك، مانا واهين، المستقلون 1998–1999، دعم وتأييد مع نيوزيلندا المستقبلية 1994–1995، الحزب الديمقراطي المسيحي 1995–1996، نيوزيلندا المتحدة 1995–1995، 1998–1999، اكت، المستقلون 1998–1999 |
| 37                          | هيلين كلارك (1950– ) نائب عن دائرة مونت ألبرت                                                 |                             | 5 كانون الأول/ديسمبر1999    | 19 كانون الأول/ديسمبر2008            | 8 سنوات، و346 يوم           | 1999 (46) 2002 (47) 2005 (48)                           | حزب العمل                   | حكومة حزب العمل النيوزيلندي الخامسة مع التحالف 1999–2002، الحزب التقدمي 2002–2008، نال الثقة والموارد بتأييد حزب الخضر 1999–2002، 2005–2008، نيوزيلندا أولا 2005–2008، المستقبل المتحد 2002–2008 |
| 38                          | جون كي (1961– ) نائب عن دائرة هيلينزفيل                                                       |                             | 19 تشرين الثاني/أكتوبر 2008 | 12 ديسمبر 2016                       | 8 سنوات، و24 يوم            | 2008 (49) 2011 (50) 2014 (51)                           | الحزب الوطني                | حكومة الحزب الوطني النيوزيلندي الخامسة نال الثقة والموارد بتأييد حزب اكت، المستقبل المتحد، حزب الماوري. |
| 39                          | بيل إنجليش (1961– )                                                                           |                             | 12 ديسمبر 2016              | 26 أكتوبر 2017                       | 319 يوم                     | — (51)                                                  | الحزب الوطني                | حكومة الحزب الوطني النيوزيلندي الخامسة نال الثقة والموارد بتأييد حزب اكت، المستقبل المتحد، حزب الماوري. |
| 40                          | جاسيندا أرديرن (1980– ) نائب عن دائرة جبل ألبرت                                               |                             | 26 أكتوبر 2017              | 25 يناير 2023                        | 5 سنوات و91 أيام            | 2017 (52) 2020 (53)                                     | حزب العمل                   | حكومة حزب العمل النيوزيلندي السادسة مع نيوزيلندا أولا 2017–2020، دعم وتأييد حزب الخضر 2017–2020، التعاون مع الخضر 2020–2023 |
| 41                          | كريس هيبكنز نائب عن ريموتاكا                                                                  |                             | 25 يناير 2023               | 26 نوفمبر 2023                       | 305 أيام                    | (53)                                                    | حزب العمل                   | حكومة حزب العمل النيوزيلندي السادسة مع نيوزيلندا أولا 2017–2020، دعم وتأييد حزب الخضر 2017–2020، التعاون مع الخضر 2020–2023 |
| 42                          | كريستوفر لوكسون نائب عن بوني                                                                  |                             | 26 نوفمبر 2023              | في المنصب                            | 1 سنة و172 أيام             | 2023 (54)                                               | الحزب الوطني                | الحكومة الوطنية السادسة لنيوزيلندا مع أكت نيوزيلندا، نيوزيلندا أولاً 2023 إلى الوقت الحاضر |